# Tricholabus erythrogaster
Tricholabus erythrogaster är en stekelart som först beskrevs av Henry Lorenz Viereck 1913.  Tricholabus erythrogaster ingår i släktet Tricholabus och familjen brokparasitsteklar. Inga underarter finns listade i Catalogue of Life.